# Rannoch Moor

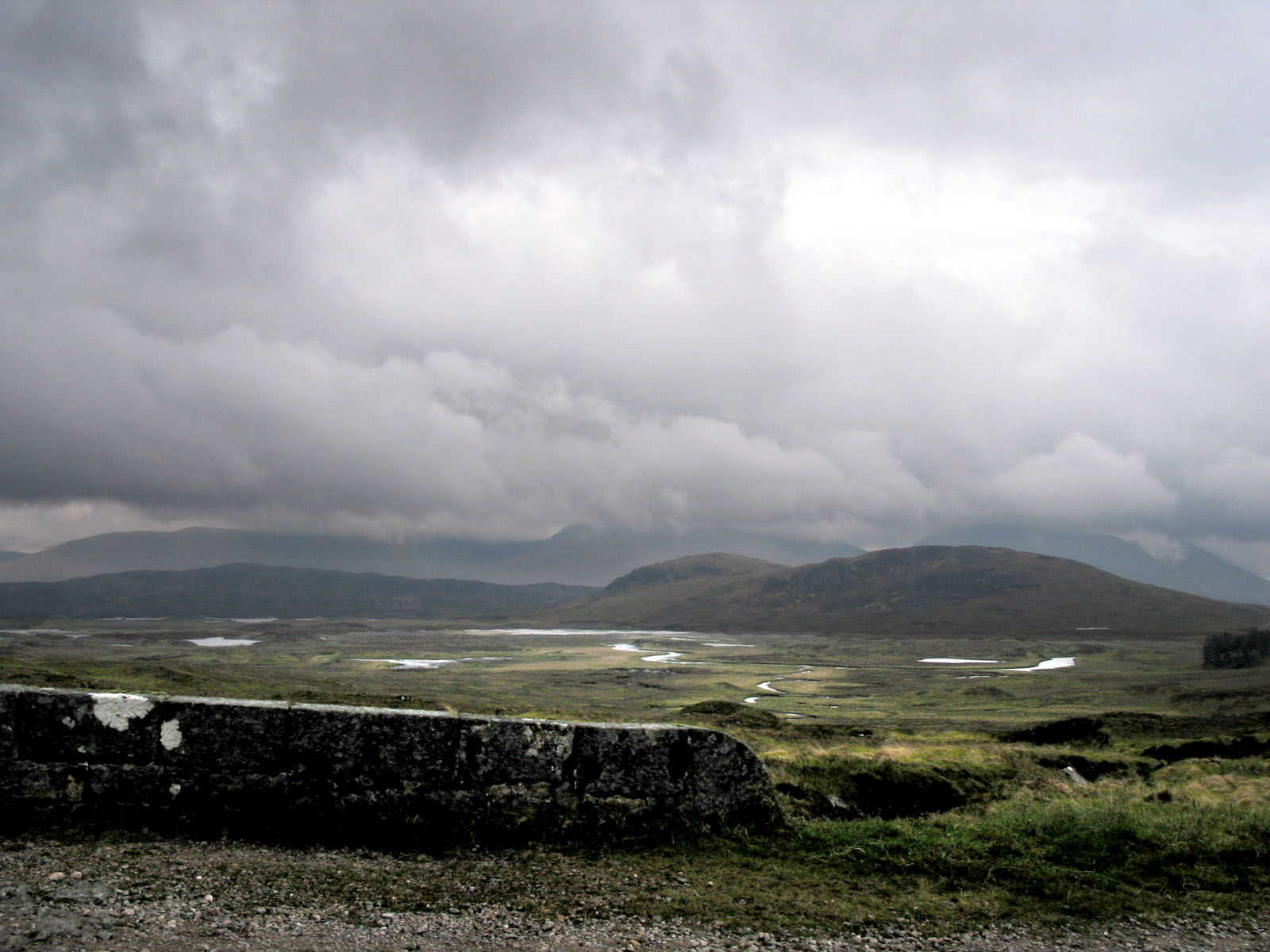
Fragment pasma w 2003 roku

Rannoch Moor (gael. Mòinteach Raineach) - pasmo w Grampianach Centralnych, w Szkocji. Pasmo to graniczy z Pasmem Glencoe i pasmem Mamores na zachodzie, z Pasmem Ben Nevis na północnym zachodzie, Wzgórzamni Loch Treig na północy, pasmem West Drumochter na północnym wschodzie, z Glen Lyon na południowym wschodzie oraz z Bridge of Orchy i Black Mount na południu. Najwyższym szczytem jest The Fara, który osiąga wysokość 911 m.
Najważniejsze szczyty:
- The Fara (911 m),
- Leum Uilleim (906 m),
- Beinn Pharlagain (868 m),
- Cruach Innse (857 m).